# Kajetan Dominik Bajer
Kajetan Dominik Bajer herbu Leliwa – starosta kiszyński.
Jako poseł z województwa sandomierskiego zerwał 29 kwietnia 1761 roku sejm nadzwyczajny.
Elektor Stanisława Augusta Poniatowskiego z województwa sandomierskiego.